# Bảo tàng Khu vực ở Chojnów
Bảo tàng Khu vực ở Chojnów (tiếng Ba Lan: Muzeum Regionalne w Chojnowie) là một bảo tàng được thành lập nhằm mục đích thu thập, nghiên cứu và chăm sóc các hiện vật có giá trị lịch sử và nghệ thuật từ khu vực Chojnów và Lower Silesia. Bảo tàng tọa lạc tại số 3 Quảng trường Zamkowy, Chojnów, Ba Lan.

## Lược sử hình thành

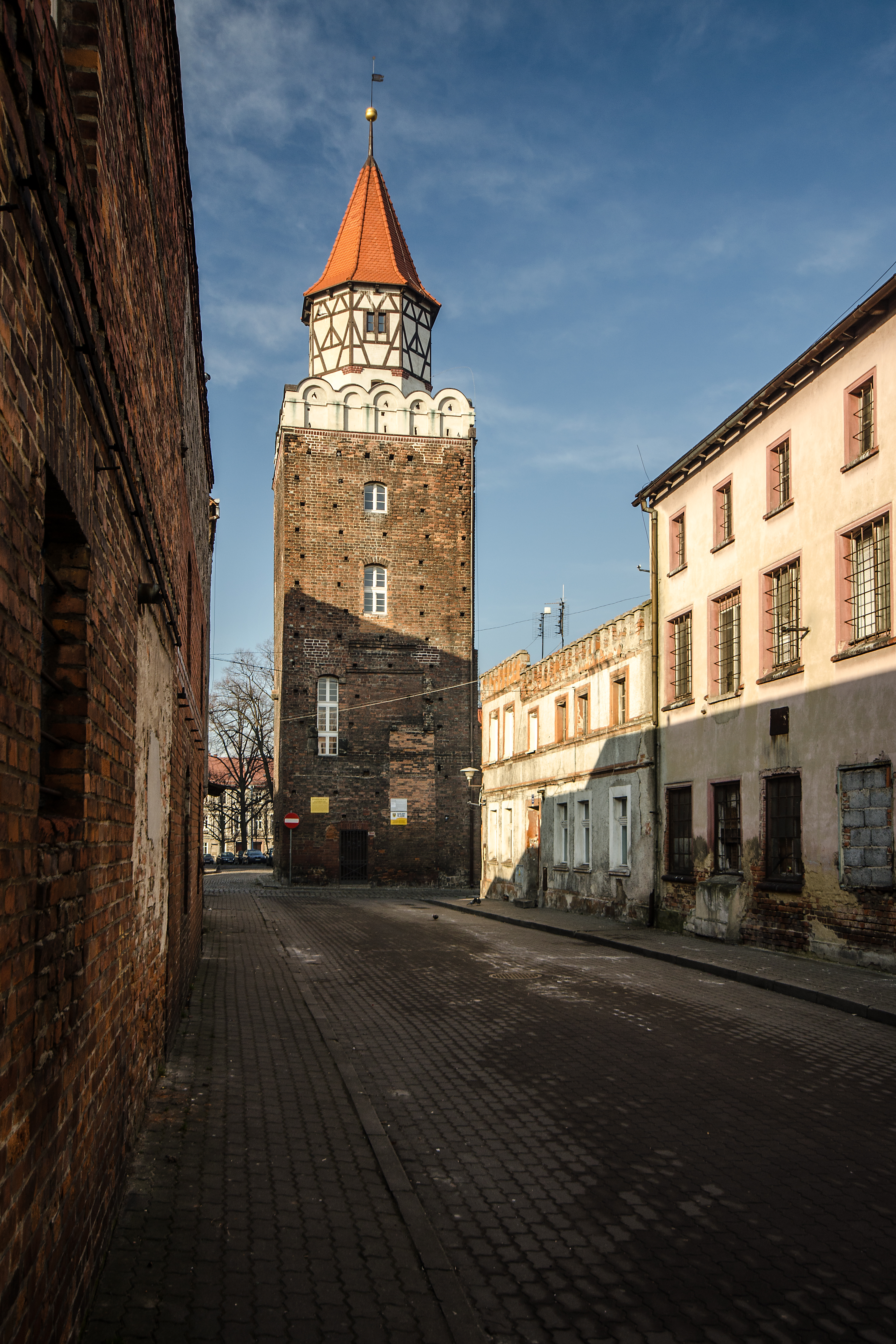
Tháp Thợ dệt

Việc chuẩn bị cho Bảo tàng bắt đầu từ năm 1903. Lúc đầu, Bảo tàng mang tên là Bảo tàng Cổ vật. Bảo tàng chính thức mở cửa cho công chúng vào ngày 27 tháng 9 năm 1908. Trụ sở ban đầu của Bảo tàng là Tháp Thợ dệt, được xây dựng từ thế kỷ 15. Từ năm 1933, trụ sở của Bảo tàng là lâu đài của Đội hải tặc Legnica-Brzeg, được xây dựng vào thế kỷ 13 và được xây dựng lại vào thế kỷ 16.
Bảo tàng được đổi tên thành Bảo tàng Thành phố vào ngày 25 tháng 1 năm 1959, và được đổi tên thành Bảo tàng Khu vực vào năm 1975.

## Triển lãm
Trước Chiến tranh thế giới thứ hai, các bộ sưu tập của Bảo tàng bao gồm khoảng 5.000 hiện vật, nhưng sau năm 1945, hầu như bị phân tán hoàn toàn.
Bảo tàng Khu vực là một trong những cơ sở giáo dục và văn hóa lớn nhất ở Chojnów. Các triển lãm thường trực của Bảo tàng Khu vực bao gồm: triển lãm khảo cổ (thời tiền sử của vùng Chojnów, gạch thời Phục hưng được phát hiện trong lâu đài) và các triển lãm lịch sử (lịch sử của thành phố, hàng thủ công và quân sự cổ đại). Các cuộc triển lãm, bài giảng chuyên đề, sự kiện ôn lại lịch sử và các buổi hòa nhạc thường xuyên được tổ chức tại lâu đài và tại chi nhánh của Bảo tàng Khu vực là Tháp Thợ dệt.